# 西北海倫娜瓦利
西北海倫娜瓦利（英語：Helena Valley Northwest）是位於美國蒙大拿州劉易斯與克拉克縣的普查規定居民點。

## 人口
根據2020年美國人口普查的數據，西北海倫娜瓦利的面積為42.42平方千米，皆為陸地。當地共有人口4705人，而人口密度為每平方千米110.91人。